# سيلنتريوس
سيلنتريوس، تم هلينتها إلي سلينتاروريس (باليونانية: σιλεντιάριος)‏ وأنجلزتها (Anglicisation) إلي سلينتاري (بالإنجليزية: silentiary)‏، كان اللقب اللاتيني الممنوح لطبقة من الخدم في البلاط الإمبراطوري البيزنطي، المسؤول عن النظام والصمت ((باللاتينية: silentium)‏) في قصر القسطنطينية العظيم (Great Palace of Constantinople). في الفترة البيزنطية الوسطى (من القرن الثامن إلى القرن الحادي عشر)، تحول إلى لقب حكمي شرفي.